# Zezel

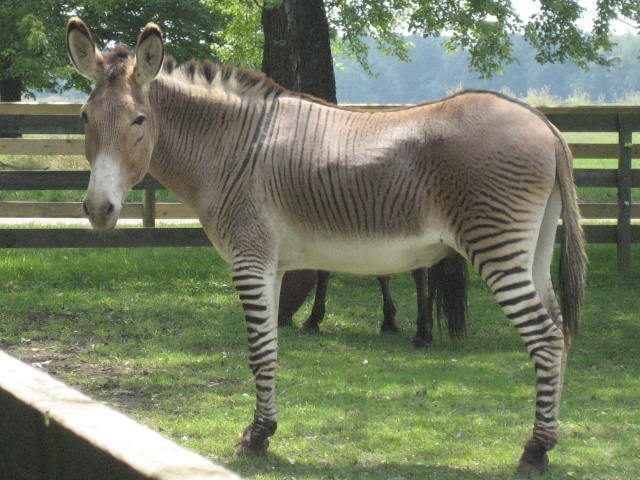
Een zezel.

Een zezel (Equus zebra × Equus asinus) is een kruising tussen een zebra en een ezel. In het Engels heeft het dier de namen zonkey en zedonk (combinaties van zebra en donkey).
Het dier is onvruchtbaar, omdat het een chromosoom mist, en kan dus nooit voor nageslacht zorgen. Een kruising tussen 2 dieren kan enkel voorkomen als de 2 dieren tot dezelfde familie behoren en hetzelfde aantal chromosomen hebben.
Normaal gesproken paren ezels en zebra's niet, maar toch wordt er af en toe een zezel geboren:
- 2005 - Barbados
- 2007 - Wilhelmina Zoo in Stuttgart
- 2010 - Wildlife park in de Amerikaanse staat Georgia.[1][2]
- 2011 - Haicang Safari Park in Haicang, Xiamen, China
- 2013 - Florence, Italië[3]
- 2014 - Mexico[4]
- 2018 - South Barrow, Groot-Brittannië
- 2020 - Kenia
- 2022 - Kakelend kippenmuseum, Diksmuide, België [5]